# Youssef Sekour
Youssef Sekour (Istres, 27 febbraio 1988) è un ex calciatore marocchino con passaporto francese, di ruolo centrocampista.

## Carriera

### Club
Sekour iniziò la carriera con la maglia del Bordeaux, che lo cedette in prestito al Nantes. In seguito, vestì le maglie di Sedan e Lierse.
Il 10 marzo 2011, firmò un contratto con il Lillestrøm.